# Union Valdôtaine Progressiste (2012)
L'Union Valdôtaine Progressiste (UVP; pron. fr. AFI: [ynjɔ̃ valdotɛn pʁɔɡʁɛsist]) è stato un partito politico regionale, attivo in Valle d'Aosta dal 2012.

## Storia

### La nascita del movimento
L'Union Valdôtaine Progressiste è nata il 23 dicembre 2012 in un'assemblea a Fénis che ha avuto la partecipazione di 450 persone, da una scissione dell'Union Valdôtaine nata dai consiglieri regionali Laurent Viérin, Luciano Caveri e Andrea Rosset con Elso Gérandin e Luigi Bertschy. Presidente provvisorio è Claudio Brédy.
Il 3 gennaio 2013 è nato il sito internet ed è stato presentato il logo a Hône.
Il 26 gennaio è stata eletta come primo presidente del partito Alessia Favre, dipendente regionale residente a Saint-Pierre durante l'assemblea tenuta a Aymavilles.

### Le elezioni del 2013
Dopo le politiche del 2013, in cui si presenta solo alla Camera ottenendo il 25,11%, per le regionali del 2013 l'UVP raggiunge l'accordo per entrare nella coalizione di centrosinistra Autonomie Liberté Démocratie, in alleanza quindi con il Partito Democratico e Autonomie Liberté Participation Écologie, e candidando come presidente Laurent Viérin; la coalizione ottiene in totale il 40,50% (con il 19,21% dell'UVP) e 15 seggi, perdendo di poco la sfida con il presidente della regione uscente Augusto Rollandin.

### L'ingresso in maggioranza e la scissione di MOUV'
Il 7 giugno 2016 entra in maggioranza, con Andrea Rosset eletto presidente del Consiglio regionale della Valle d'Aosta e Laurent Viérin nuovo assessore alla Sanità. Contestualmente all'ingresso in maggioranza tre membri fondatori del partito lo abbandonano: si tratta di Luciano Caveri, Claudio Brédy ed Elso Gérandin che pochi mesi dopo fonderanno MOUV'. Qualche mese prima, a marzo, il consigliere regionale Luigi Bertschy è eletto presidente del movimento.

### La giunta Marquis
Nei primi mesi del 2017, l'UVP si fa promotrice di un rinnovamento interno alla maggioranza regionale trovando il consenso di PNV e di SA. Ne consegue una mozione di sfiducia costruttiva nei confronti di Augusto Rollandin che porta Pierluigi Marquis alla Presidenza della regione. In quest'occasione l'UVP ottiene due assessorati: l'agricoltura per Laurent Viérin e la sanità per Luigi Bertschy.

### La giunta Viérin e le elezioni del 2018
Nei mesi estivi l'UVP lancia il "Rassemblement" o "Casa degli autonomisti" un progetto politico che mirava a riunire tutti i partiti autonomisti della regione (UV, ALPE e MOUV'). Dopo diverse settimane di trattative il progetto fallisce, ma l'UVP e l'UV decidono di continuarlo trovando l'appoggio di EPAV e del Partito Democratico: nasce quindi il "controribaltone" che destituisce Pierluigi Marquis dalla presidenza della Regione e provoca l'ennesimo cambiamento di maggioranza in seno al Consiglio Regionale. Il 13 ottobre 2017 il leader dell'UVP Laurent Viérin viene eletto presidente della regione, Luigi Bertschy è confermato assessore alla sanità e Alessandro Nogara è il nuovo titolare dell'agricoltura. Il 10 gennaio 2018 Andrea Rosset, per via di accordi politici, lascia la presidenza del Consiglio, sostituito da Joël Farcoz.
Alle elezioni politiche del 2018 l'UVP candida la consigliera comunale Alessia Favre alla Camera dei deputati all'interno della coalizione "Tradition et Progres - Vallée d'Aoste" che però viene sconfitta da Elisa Tripodi del Movimento 5 Stelle. A seguito della sconfitta Andrea Rosset lascia l'UVP.
Alle elezioni regionali del 2018 l'UVP decide di correre da sola. Il risultato segna un dimezzamento dei consensi rispetto alle precedenti consultazioni ed un calo del numero dei Consiglieri (da 7 a 4). Risultano rieletti il presidente della Regione Laurent Viérin, gli assessori Bertschy e Nogara e il vicesindaco di Châtillon Jean-Claude Daudry. Dopo cinque mesi passati all'opposizione, UVP è promotrice di una mozione di sfiducia nei confronti di Nicoletta Spelgatti che, approva il 10 dicembre 2018, porta alla guida della regione Antonio Fosson. L'UVP esprime due assessori: Laurent Viérin al turismo, sport, commercio, agricoltura e beni culturali e Luigi Bertschy agli affari europei, politiche del lavoro, inclusione sociale e trasporti.

### Gli sviluppi nel 2019
Dopo le dimissioni di Elisa Bonin, il 25 febbraio 2019 viene eletto Giuliano Morelli quale nuovo presidente del movimento.
Il 2 aprile costituisce il nuovo partito Alliance Valdôtaine insieme a Union Valdôtaine Progressiste e Autonomie Liberté Participation Écologie; viene presentato in Consiglio regionale il nuovo gruppo consigliare, che conta sette consigliare e ha come vicecapogruppo il consigliere progressista Alessandro Nogara.
A seguito dell'inchiesta giudiziaria che si abbatte sulla politica valdostana, l'assessore Laurent Viérin è indagato e si dimette dal Consiglio regionale. Entra in Consiglio regionale l'ex Presidente del movimento Alessia Favre.

## Presidenti
- Claudio Brédy (23 dicembre 2012 - 26 gennaio 2013)
- Alessia Favre (26 gennaio 2013 - 12 marzo 2016)
- Luigi Bertschy (12 marzo 2016 - 23 giugno 2017)
- Elisa Bonin (23 giugno 2017 - 25 febbraio 2019)
- Giuliano Morelli (25 febbraio 2019 - 2 aprile 2019)

## Risultati elettorali
| Elezione               | Elezione                     | Voti                       | %     | Seggi |
| ---------------------- | ---------------------------- | -------------------------- | ----- | ----- |
| Politiche 2013         | Camera (Valle d'Aosta)       | 18 191                     | 25,11 | 0     |
| Regionali 2013         | 13 843                       | 19,21                      | 7     |       |
| Politiche 2018         | Camera (Valle d'Aosta)       | Nella lista Vallée d'Aoste | -     | 0     |
| Senato (Valle d'Aosta) | In Vallée d'Aoste            | -                          | 0     |       |
| Regionali 2018         | 6 750                        | 10,59                      | 4     |       |
| Europee 2019           | In Autonomie per l'Europa    | -                          | 0     |       |
| Regionali 2020         | In Alliance Valdôtaine-SA-IV | -                          | 1     |       |